# Oddelek za slovanske jezike in književnosti, Filozofska fakulteta v Ljubljani
Oddelek za slovanske jezike in književnosti je v okviru Filozofske fakultete v Ljubljani deloval v letih 1919−2002, do ločitve na Oddelek za slovenistiko in Oddelek za slavistiko. 

## Zgodovina
Snovanje slavistike v Ljubljani se je začelo takoj po prvi svetovni vojni hkrati z ustanavljanjem univerze v Ljubljani. Največjo odgovornost pri snovanju oddelka sta nosila zlasti tedanja graška profesorja Fran Ramovš in Rajko Nahtigal. 
Že novembra 1918 je bil izdelan koncept postopnega ustanavljanja visokošolskih ustanov po tem redu: najprej ustanovitev knjižnice, nato vseučilišča in akademije. Delo v seminarju je bilo takoj ob ustanovitvi Filozofske fakultete v Ljubljani leta 1919 omogočeno z nakupom dragocene knjižnice graškega profesorja dr. Gregorja Kreka. Seminar je imel pet stolic:  stolico za slovenski jezik, za slovensko književnost, za srbohrvaški jezik in književnost, za splošno slovansko filologijo (jezikoslovje) in za splošno slovansko filologijo (literatura). 
Študijska zasnova, kakršno so slavisti z nekaterimi dopolnitvami uresničevali od 1919 do šolske reforme 1959/60, temelji na splošni orientaciji tedanjega, zlasti graškega jezikoslovja. 
Seminar za slovensko filologijo je bil pobudnik nekaterih pomembnih dejanj, med njimi leta 1935 ustanovitve Slavističnega društva v Ljubljani. Društveno glasilo Slovenski jezik je bilo prvo samostojno strokovno glasilo slavistov, po vojni pa so leta 1948 ustanovili Slavistično revijo in leta 1956 Jezik in slovstvo, ki izhajata še danes. Pomembno vlogo so imeli profesorji slavisti tudi pri ustanovitvi Slovenske akademije znanosti in umetnosti.
V devetdesetih letih so se okrepila razmišljanja, da bi oddelek zaradi povsem različnih ciljev in nalog, razdelili na Oddelek za slovenistiko in Oddelek za slavistiko, kar se je 1. 10. 2002 tudi uresničilo.
V tridesetih letih se Seminar za slovansko filologijo preimenuje v Inštitut za slovansko filologijo, ta pa spet v Seminar za slovansko filologijo (1959/60). Kasneje pride do preimenovanja v Oddelek za slovanske jezike in književnosti (1962/1963), v sedemdesetih v Pedagoško-znanstveno enoto za slovanske jezike in književnosti ter v osemdesetih ponovno v Oddelek za slovanske jezike in književnosti.

V Oddelku za slovanske jezike in književnosti pride do razdružitve (2002) na dva oddelka – na Oddelek za slovenistiko in Oddelek za slavistiko.